# Sven-Börje Jacobson
Sven-Börje Sture Jacobson, född den 22 november 1910 i Helsingborg, död den 29 februari 1964 i Landskrona, var en svensk jurist.
Jacobson avlade juris kandidatexamen vid Lunds universitet 1937 och genomförde tingstjänstgöring 1937–1940. Han blev fiskal i Hovrätten över Skåne och Blekinge 1941, assessor där 1948, revisionssekreterare 1956 och hovrättsråd 1957. Jacobson blev tillförordnad häradshövding i Mellersta Värends domsaga 1956 och häradshövding i Rönnebergs, Onsjö och Harjagers domsaga 1963. Han medverkade i statliga utredningar 1950–1954 och var föredragande i likvidationsnämnden 1951. Under tiden i Växjö var Jacobson ordförande i hyresnämnden från 1958 och vice ordförande i anstaltsnämnderna för fångvårdsanstalten i Växjö och Sankt Sigfrids sjukhus. Han blev riddare av Nordstjärneorden 1960.
I sitt första äktenskap var Jacobson 1941–1946 gift med Gunvor Nordholm i hennes första gifte. Han vilar på Landskrona kyrkogård.